# قائمة طيور عمان
- الحمامة الخضراء Bruce’s Green Pigeon
- الشقراق الهندي Indian Roller
- العصفور الدوري House Sparrow
- القطا المتوج Crowned Sand Grouse
- صياد السمك رمادي الرأس Grey- headed Kingfisher
- قنبرة الماء Ruddy Turnstone
- القليعي أسود الذيل Blackstart
- النورس Gull
- خطاف البحر Tern
- النورس الفاحم Sooty Gull
- النحام الكبير Greater Flamingo
- نساج روبل Ruppell’s Weaver
- النورس أصفر الساق Caspian Gull
- مينة Common Myna
- زقزاق السرطان.